# Modèle Duluth
Le modèle Duluth est un programme développé pour réduire les violences conjugales contre les femmes aux États-Unis. Le modèle tire son nom de la ville éponyme des États-Unis, Duluth. Le programme a été fondé par Ellen Pence et Michael Paymar.
Lors de l'année 2006, le programme Duluth est le programme le plus utilisé pour réhabiliter les agresseurs lors des violences conjugales. Il s'appuie sur la théorie féministe postulant que les violences conjugales sont le résultat d'un système patriarcal dans lequel l'homme s'attend assujettir complètement sa partenaire. Les critiques de ce modèle affirment qu'il est inefficace, car il a été développé sans étudier l'avis des communautés minoritaires concernées et qu'il n'aborde pas assez les causes psychologiques et émotionnelles de ces violences, en plus de négliger totalement l'homme lorsque celui-ci est victime de celles-ci.

### Sources et bibliographie
- (en) Ellen Pence, Michael Paymar, Education Groups for Men Who Batter: The Duluth Model, Springer Publishing Company, 1993, 212 p.  (ISBN 978-0826179906)